# Dragan Počuča
Dragan Počuča (en serbe : Драган Пoчyчa), né le 16 mars 1974 à Zrenjanin en Yougoslavie, aujourd'hui en Serbie, est un joueur de handball serbe évoluant au poste de gardien de but.

## Biographie
Dragan Počuča commence sa carrière dans le club de sa ville natale, le RK Proleter Zrenjanin, finaliste de la Coupe des clubs champions en 1991. Il est alors sélectionné en équipe nationale Yougoslave des moins de 21 ans et participe au Championnat du monde junior en 1995. Toutefois, à la suite de l'invitation de Sead Hasanefendić, il devient finalement international bosnien. 
En 1999, il rejoint la France en signant au SLUC Nancy où il contribue grandement à l'accession du club en deux saisons de la Nationale 1 à la Division 1, ce qui lui permet de réaliser un premier rêve, jouer contre les internationaux français champions du monde qui évoluent notamment à Montpellier et Chambéry. Malgré les bonnes performances de Počuča, les problèmes financiers et la rétrogradation du SLUC aura finalement décidé le gardien bosniaque à quitter un club qui l’aura fait star dans le handball français et il signe alors à l'US Créteil, 4e du championnat et qualifié pour la Coupe Challenge. Il réalise ainsi un deuxième rêve qui était de participer à une coupe d'Europe, même si l'aventure s'arrêtera en demi-finale.
À Créteil, il remporte un premier titre, la Coupe de la Ligue 2003 et échouera en finale en 2004. Il atteint également la finale de la Coupe France 2003 tandis qu'en championnat, il participe activement à la progression du club qui atteint la 3e puis la 2e place.
En 2004, il décide toutefois de rejoindre un autre club francilien, l'US Ivry. Dès sa première saison, il est élu meilleur gardien du championnat 2004-2005, récompense qui lui sera de nouveau attribué pour la saison 2006-2007. En compagnie de Luc Abalo et de l'islandais Ragnar Þór Óskarsson, il est en effet un grand artisan du titre de champion de France remporté par le club mené par Stéphane Imbratta.
Malheureusement, la dynamique ne se poursuit pas et après avoir été éloigné des parquets pendant six mois à la suite d'une rupture des ligaments croisés du genou en début de saison 2008-2009, il rejoint en 2009 Tremblay-en-France, nouveau club ambitieux de la région parisienne où il retrouve Stéphane Imbratta.
À Tremblay, il atteint à nouveau la troisième place du championnat en 2010, ainsi que la finale de la coupe de France 2010. Mais surtout, il prend part à la grande épopée du club en Coupe des coupes 2011 où le club s'incline en finale face au VfL Gummersbach.
En 2013, il réalise son 2000e arrêt en division 1, ce qui en fait le gardien avec le plus grand nombre d'arrêts de l'histoire du championnat de France, bien que ces statistiques ne prennent pas en compte ses trois premières saisons en D1. À l'issue de la saison, il élève son total à 2021 arrêts, mais ne cherche pas à améliorer ce record puis qu'il signe un nouveau contrat à US Créteil qui vient d'être relégué en division 2. Plus gros budget du championnat, le club domine toute la saison, devient champion de France et retrouve l'élite un an après l'avoir quittée.
Après avoir mis un terme à sa carrière en 2014, il devient entraîneur des gardiens du centre de formation et de l'équipe pro du club cristollien. En 2015, après le départ de Borko Ristovski, il retrouve les parquets pour devenir la doublure de Mate Šunjić.

## Palmarès

### En club
Compétitions internationales
- Finaliste de la Coupe d'Europe des vainqueurs de coupe (1) : 2011

Compétitions nationales
- Vainqueur du Championnat de France (1) : 2007
  - 2e en 2004 ;
  - 3e en 2003, 2005, 2008 et 2010
- Vainqueur de la Coupe de la Ligue (1) : 2003 ; 
  - finaliste en 2004, 2007
- Finaliste de la Coupe France en 2003, 2006 et 2010
- Vainqueur du Championnat de France de Division 2 (1) : 2014

### En sélection nationale
- participation au Championnat du monde junior en 1995

### Récompenses individuelles
- Élu meilleur gardien du Championnat de France en 2004-2005[8] et 2006-2007[9]